# First Pain
《First Pain》(퍼스트 페인)은 이시카와 지아키의 7번째 싱글 앨범으로 2009년 7월 29일에 공개되었다. 판매원은 JVC 엔터테인먼트와 플라잉 도그이다.

## 개요
오리콘 차트에서 3위를 기록한 《Prototype》 이후로 7개월 만에 발표되었으며, 3개월 연속으로 발표된 음반 가운데 첫 번째 음반이다.
타이틀 곡인 〈First Pain〉은 애니메이션 《엘리먼트 헌터》의 오프닝 주제가로 채택되었다. 이 노래는 가사에서 알 수 있듯이 생존을 주제로 다루고 있으며, 뮤직 비디오는 아일랜드에서 촬영되었다.
커플링 곡인 〈아무도 가르쳐 주지 않은 것〉(誰も教えてくれなかったこと 다레모오시에테쿠레나캇타코토[*])은 같은 해 9월에 발표된 3개월 연속 발표 음반 가운데 세 번째 음반의 타이틀 곡으로 채택되었다.

## 수록곡
| #             | 제목                                         | 작사·작곡       | 편곡          | 재생 시간 |
| ------------- | -------------------------------------------- | --------------- | ------------- | --------- |
| 1.            | 〈First Pain〉                               | 이시카와 지아키 | 니시다 마사라 | 4:56      |
| 2.            | 〈誰も教えてくれなかったこと〉               | 이시카와 지아키 | 니시다 마사라 | 5:07      |
| 3.            | 〈First Pain(Instrumental)〉                 |                 |               |           |
| 4.            | 〈誰も教えてくれなかったこと(Instrumental)〉 |                 |               |           |
| 총 재생 시간: | 총 재생 시간:                                | 총 재생 시간:   | 총 재생 시간: | 20:05     |